# Karl Bär (Politiker)

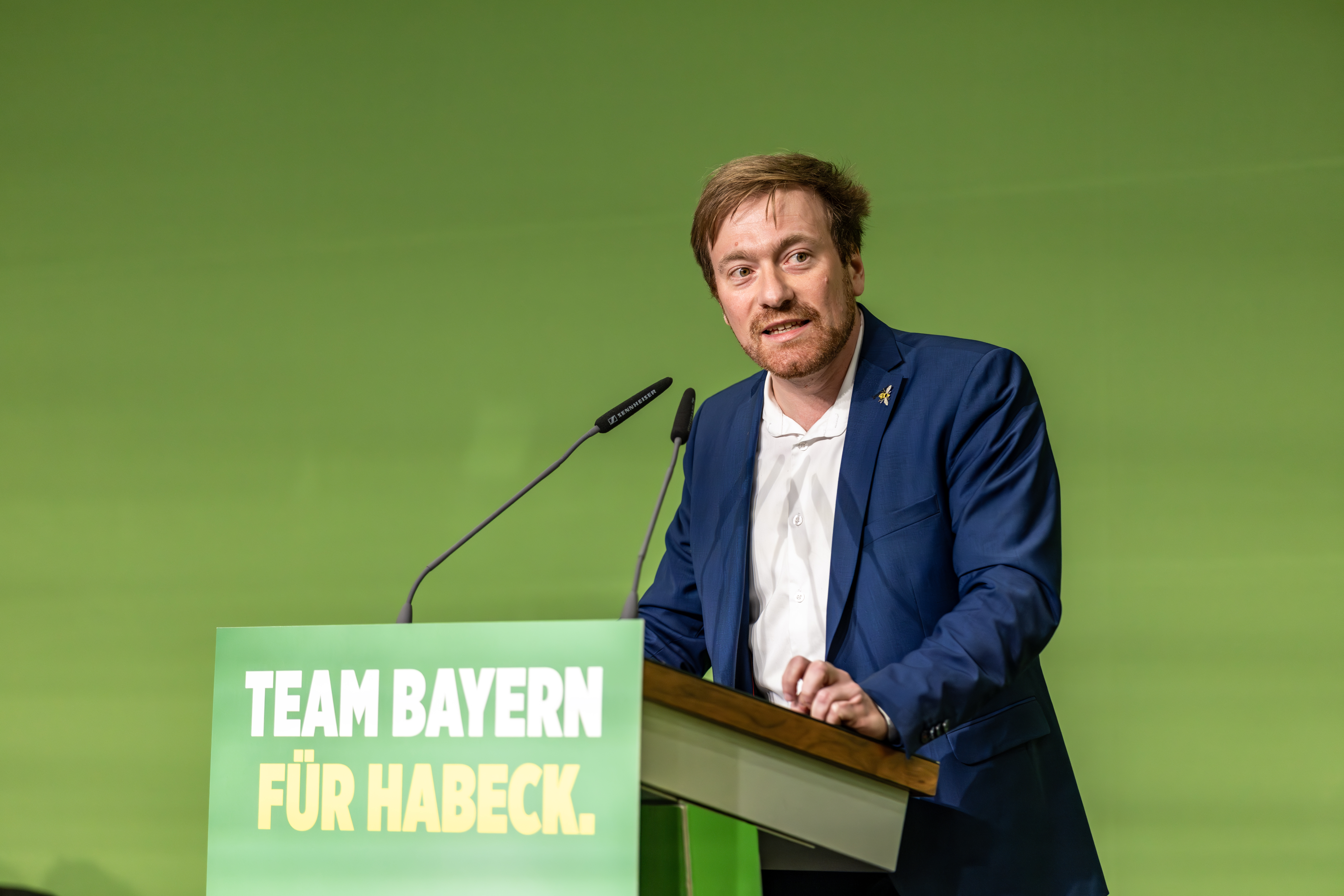
Bär auf der Bundesdelegiertenkonferenz von Bündnis 90/Die Grünen 2024 in Hirschaid

Karl Bär (* 13. März 1985 in Tegernsee) ist ein deutscher Politiker (Bündnis 90/Die Grünen) und Agrarökonom. Er ist seit 2021 Mitglied des Deutschen Bundestages. Von 2011 bis 2012 war er Bundessprecher der Grünen Jugend.

## Leben
Nach dem Abitur am Gymnasium Tegernsee im Jahr 2004 studierte Bär in einem Doppelstudium Islamwissenschaft und Agrarwissenschaft mit den Nebenfächern Politikwissenschaft und Soziologie in Berlin. Von 2009 bis 2013 arbeitete er als studentischer und später wissenschaftlicher Mitarbeiter bei der grünen Bundestagsabgeordneten Agnes Krumwiede und kam anschließend als Referent für Agrarpolitik zum Umweltinstitut München. Bär hat ein Kind, das bei der mit einer Frau verheirateten Mutter lebt.

## Politik
Bär ist 2002 zur Grünen Jugend gekommen und war bis 2004 Sprecher der GJ Holzkirchen. Als Beisitzer gehörte Bär dem Bundesvorstand der Grünen Jugend bereits von 2006 bis 2007 sowie von 2009 bis 2010 an. Am 8. Oktober 2011 wurde er auf dem 37. Bundeskongress in Gelsenkirchen zum Sprecher gewählt. Er kandidierte aus Altersgründen nicht für eine zweite Amtszeit und wurde am 28. Oktober 2012 durch Jens Parker im Sprecheramt abgelöst.
Er kandidierte bei der Bundestagswahl 2009 auf Listenplatz 12 für die bayrischen Grünen sowie im Bundestagswahlkreis Starnberg als Direktkandidat, zog aber nicht in das Parlament ein. Im Dezember 2012 wurde er von den bayerischen Grünen auf Listenplatz 14 für die Bundestagswahl 2013 aufgestellt und trat erneut als Direktkandidat im Bundestagswahlkreis Starnberg an. Bei den Kommunalwahlen in Bayern 2014 am 16. März 2014 trat Bär für Bündnis 90/Die Grünen für den Gemeinderat Holzkirchen und den Kreistag Miesbach an und wurde in den Gemeinderat und Kreistag gewählt. Im neu gebildeten Bundestagswahlkreis Bad Tölz-Wolfratshausen–Miesbach war Bär wieder Direktkandidat für die Bundestagswahl 2017 und trat auf Listenplatz 12 der bayerischen Grünen an, nachdem er nach Stimmengleichheit den Münzwurf um Platz 10 verlor. Am Ende zogen die elf Grünen vor ihm auf der Liste in den Bundestag ein, auch wenn es Karl Bär als einzigem bayerischen Grünen-Direktkandidaten gelang, Platz 2 im Wahlkreis zu gewinnen. Bei den Kommunalwahlen in Bayern 2020 wurde er wieder in den Gemeinderat Holzkirchen und den Kreistag Miesbach gewählt. Im April 2021 wurde er von den bayerischen Grünen erneut auf Listenplatz 12 für die Bundestagswahl 2021 aufgestellt, ebenso von den Mitgliedern der grünen Kreisverbände Bad Tölz-Wolfratshausen und Miesbach als Direktkandidat im Bundeswahlkreis 223. Über die Landesliste schaffte Bär 2021 den Einzug in den Deutschen Bundestag. Auch dem 21. Deutschen Bundestag gehört er an. Er schaffte den Einzug bei der Bundestagswahl 2025 über Listenplatz 6 der Bayerischen Grünen. Bär ist im 21. Deutschen Bundestag ordentliches Mitglied im Ausschuss für Landwirtschaft, Ernährung und Heimat sowie stellvertretendes Mitglied im Ausschuss für Digitales und Staatsmodernisierung, im Ausschuss für Forschung, Technologie, Raumfahrt und Technikfolgenabschätzung und im Ausschuss für Umwelt, Klimaschutz, Naturschutz und nukleare Sicherheit.

## Politische Positionen
Im November 2022 stimmte er als einer von drei Abgeordneten der Grünen-Bundestagsfraktion gegen das Transatlantische Wirtschafts- und Handelsabkommen der EU mit Kanada.

## Strafprozess in Südtirol
Seit 2017 versuchte Bär zusammen mit dem Umweltinstitut München im Vinschgau in Südtirol auf den hohen Pestizideinsatz im Apfelanbau aufmerksam zu machen, von dem nach seiner Einschätzung eine große Gesundheitsgefahr ausgehe. Außerdem seien massive Auswirkungen auf die Artenvielfalt zu erwarten. Nach einer Plakat-Kampagne mit dem Titel „Pestizidtirol“ im Stil der Tourismuswerbung Südtirols erstattete der damalige stellvertretende Landeshauptmann Arnold Schuler Anzeige wegen übler Nachrede. 2020 erhob die Staatsanwaltschaft Bozen beim Landesgericht Anklage gegen Bär und das Umweltinstitut. Dieser Klage schlossen sich 1367 Landwirte der Region an. Das Rechtshilfegesuch bei der Oberstaatsanwaltschaft München I blieb mit dem Hinweis auf das Recht auf Meinungsfreiheit erfolglos.
Der Prozess hatte große mediale Aufmerksamkeit und Petitionen zur Folge. Europaweit entstand der Eindruck, Kritiker würden durch Einschüchterung und Klagen zum Schweigen gebracht werden. Beim ersten Prozesstag am 22. Oktober 2020 kündigte Arnold Schuler an, seine Klage zurückzuziehen; am fünften Verhandlungstag am 28. Januar 2022 hatte auch der letzte Kläger seine Klage gegen Bär zurückgezogen. Er musste sich jedoch weiterhin wegen Markenfälschung verantworten, da er in der Kampagne das Logo der Markenfamilie Südtirol verwendet hatte. Am 6. Mai 2022 wurde Bär auch in diesem Punkt freigesprochen, da er nach Ansicht des Gerichts in Bozen das Logo nicht für kommerzielle Zwecke benutzt hatte.

## Mitgliedschaften
- Bund Naturschutz Bayern
- Deutscher Alpenverein
- Gesellschaft für Agrargeschichte
- Fördermitglied bei Sea Watch
- Europa-Union Deutschland